# Клевеєві
Клевеєві (Cleveaceae) — родина печіночників ряду маршанцієвих.
Роди:
- Athalamia Falc.
- Clevea Lindb.
- Peltolepis Lindb.
- Sauteria Nees